# Labdarúgás az 1972. évi nyári olimpiai játékokon
Az 1972. évi nyári olimpiai játékokon a labdarúgótornát tizenharmadik alkalommal rendezték meg. A tornára Ausztrália kivételével minden földrészről rekord nevezés történt, 84 ország nevezte be nemzeti csapatát: Afrikából 20, Ázsiából 17, Közép- és Észak-Amerikából 13, Dél-Amerikából 10, Európából 24. A tizenhatos döntőben Ázsiából: 3, Afrikából: 3, Dél-Amerikából: 2, Észak és Közép-Amerikából: 2, Európából a védő Magyarország és a rendező NSZK országon kívül 4 válogatott vehetett részt.

## Selejtezők
A selejtezőkre 84 ország (20 afrikai, 17 ázsiai, 13 észak- és közép-amerikai, karibi, 10 dél-amerikai és 24 európai) nevezett. Kenya jelentkezését késés miatt nem fogadták el.
| Esemény                         | Dátum                                            | Helyszín                  | Kvóta | Kvalifikált csapatok                                              |
| ------------------------------- | ------------------------------------------------ | ------------------------- | ----- | ----------------------------------------------------------------- |
| Rendező                         | –                                                | –                         | 1     | NSZK (FRG)                                                        |
| Címvédő                         | –                                                | –                         | 1     | Magyarország (HUN)                                                |
| ázsiai olimpiai selejtező       | 1971. október 2. 1972.április 4. 1972. június 3. | Rangun Ravalpindi         | 3     | Malajzia (MAS) · Burma (BIR) · Irán (IRI)                         |
| afrikai olimpiai selejtező      | 1972. május 21. 1972. május 28.                  | Bamako Dakar Antananarivo | 3     | Marokkó (MAR) · Ghána (GHA) · Szudán (SUD)                        |
| CONCACAF olimpiai selejtező     | 1972. május 14.                                  |                           | 2     | Egyesült Államok (USA) · Mexikó (MEX)                             |
| európai olimpiai selejtező      |                                                  |                           | 4     | Szovjetunió (URS) · Lengyelország (POL) · NDK (GDR) · Dánia (DEN) |
| dél-amerikai olimpiai selejtező | 1971. december 11.                               |                           | 2     | Brazília (BRA) · Kolumbia (COL)                                   |
| Összesen                        |                                                  |                           | 16    |                                                                   |

## Éremtáblázat
(Magyarország eltérő háttérszínnel, az egyes számoszlopok legmagasabb értéke, vagy értékei vastagítással kiemelve.)
| Az 1972. évi nyári olimpiai játékok éremtáblázata labdarúgásban | Az 1972. évi nyári olimpiai játékok éremtáblázata labdarúgásban | Az 1972. évi nyári olimpiai játékok éremtáblázata labdarúgásban | Az 1972. évi nyári olimpiai játékok éremtáblázata labdarúgásban | Az 1972. évi nyári olimpiai játékok éremtáblázata labdarúgásban | Olimpia  |
| --------------------------------------------------------------- | --------------------------------------------------------------- | --------------------------------------------------------------- | --------------------------------------------------------------- | --------------------------------------------------------------- | -------- |
|                                                                 | Ország                                                          | Arany                                                           | Ezüst                                                           | Bronz                                                           | Összesen |
| 1.                                                              | Lengyelország (POL)                                             | 1                                                               | 0                                                               | 0                                                               | 1        |
| 2.                                                              | Magyarország (HUN)                                              | 0                                                               | 1                                                               | 0                                                               | 1        |
| 3.                                                              | Szovjetunió (URS)                                               | 0                                                               | 0                                                               | 1                                                               | 1        |
|                                                                 | NDK (GDR)                                                       | 0                                                               | 0                                                               | 1                                                               | 1        |
|                                                                 |                                                                 |                                                                 |                                                                 |                                                                 |          |
| Összesen                                                        | Összesen                                                        | 1                                                               | 1                                                               | 2                                                               | 4        |

## Érmesek
| Az 1972. évi nyári olimpiai játékok érmesei férfi labdarúgásban | Az 1972. évi nyári olimpiai játékok érmesei férfi labdarúgásban | Az 1972. évi nyári olimpiai játékok érmesei férfi labdarúgásban | Az 1972. évi nyári olimpiai játékok érmesei férfi labdarúgásban |
| --- | --- | --- | --- |
| Arany | Ezüst | Bronz | Bronz |
| Lengyelország (POL) | Magyarország (HUN) | Szovjetunió (URS) | NDK (GDR) |
| Hubert Kostka Zbigniew Gut Jerzy Gorgoń Zygmunt Anczok Lesław Ćmikiewicz Zygmunt Maszczyk Jerzy Kraska Kazimierz Deyna Zygfryd Szołtysik Włodzimierz Lubański Robert Gadocha Ryszard Szymczak Antoni Szymanowski Marian Ostafiński Grzegorz Lato Joachim Marx Kazimierz Kmiecik Andrzej Jarosik* Marian Szeja* | Bálint László Branikovits László Dunai Antal Dunai Ede Géczi István Juhász Péter Kocsis Lajos Kovács József Kozma Mihály Kű Lajos Páncsics Miklós Rothermel Ádám Szűcs Lajos Tóth Kálmán Várady Béla Vépi Péter Vidáts Csaba Básti István* Rapp Imre*Szövetségi kapitány: Illovszky Rudolf | Jevgenyij Rudakov Murtaz Hurcilava Jurij Isztomin Volodimir Kaplicsnij Viktor Kolotov Jevgenyij Lovcsev Szergej Olsanszkij Vjacseszlav Szemenov Oleg Blohin Gennagyij Jevrjuzsihin Hovhannesz Zanazanján Andrej Jakubik Arkadi Andreaszján Anatolij Kukszov Szabó József Volodimir Pilhuj Volodimir Oniscsenko Revaz Dzodzuasvili Jurij Jeliszejev | Jürgen Croy Manfred Zapf Konrad Weise Bernd Bransch Jürgen Pommerenke Jürgen Sparwasser Hans-Jürgen Kreische Joachim Streich Wolfgang Seguin Peter Ducke Frank Ganzera Lothar Kurbjuweit Eberhard Vogel Ralf Schulenberg Reinhard Häfner Harald Irmscher Siegmar Wätzlich Axel Tyll* Dieter Schneider* |

* – olimpiai csapatnak tagja volt, de nem lépett pályára

## Eredmények

### Csoportkör
| Színmagyarázat                                            |
| --------------------------------------------------------- |
| A csoportok első két helyezettje bejutott a középdöntőbe. |
| A csoportok harmadik és negyedik helyezettjei kiestek.    |

#### A csoport
| Csapat           | M | Gy | D | V | G+ | G– | Gk  | P |
| ---------------- | - | -- | - | - | -- | -- | --- | - |
| NSZK             | 3 | 3  | 0 | 0 | 13 | 0  | +13 | 6 |
| Marokkó          | 3 | 1  | 1 | 1 | 6  | 3  | +3  | 3 |
| Malajzia         | 3 | 1  | 0 | 2 | 3  | 9  | –6  | 2 |
| Egyesült Államok | 3 | 0  | 1 | 2 | 0  | 10 | –10 | 1 |

| 1972. augusztus 27. 12:00 |

| Marokkó (MAR) | 0–0         | Egyesült Államok |
| ------------- | ----------- | ---------------- |
|               | Jegyzőkönyv |                  |

| Rosenaustadion, Augsburg Nézőszám: 4 000 Játékvezető: Rudolf Glöckner (kelet-német) |

| 1972. augusztus 27. 12:00 |

| NSZK (FRG)                    | 3–0               | Malajzia |
| ----------------------------- | ----------------- | -------- |
| Worm 56' Kalb 71' Seliger 82' | (0–0) Jegyzőkönyv |          |

| Olimpiai Stadion, München Nézőszám: 60 000 Játékvezető: Armando Marques (brazil) |

| 1972. augusztus 29. 12:00 |

| Malajzia (MAS)                        | 3–0               | Egyesült Államok |
| ------------------------------------- | ----------------- | ---------------- |
| S. Abdullah 14' Salleh 67' Zawawi 77' | (1–0) Jegyzőkönyv |                  |

| Ingolstadt Nézőszám: 3 000 Játékvezető: Henry Oberg (norvég) |

| 1972. augusztus 29. 12:00 |

| NSZK (FRG)                                        | 3–0               | Marokkó     |
| ------------------------------------------------- | ----------------- | ----------- |
| Nickel 30' (11-esből) 33' (11-esből) Hitzfeld 53' | (2–0) Jegyzőkönyv | Mouhoub 71′ |

| Passau Nézőszám: 16 000 Játékvezető: Doğan Babacan (török) |

| 1972. augusztus 31. 12:00 |

| NSZK (FRG)                                               | 7–0               | Egyesült Államok |
| -------------------------------------------------------- | ----------------- | ---------------- |
| Nickel 17' 43' 70' 86' Hitzfeld 47' Seliger 62' Bitz 79' | (2–0) Jegyzőkönyv |                  |

| Olimpiai Stadion, München Nézőszám: 65 000 Játékvezető: Marco Dorantes Garcia (mexikói) |

| 1972. augusztus 31. 12:00 |

| Marokkó (MAR)                                             | 6–0               | Malajzia |
| --------------------------------------------------------- | ----------------- | -------- |
| Ben Khrief 16' Faras 19' 21' 25' El-Filali 56' Zouita 85' | (4–0) Jegyzőkönyv |          |

| Ingolstadt Nézőszám: 2 500 Játékvezető: Palotai Károly (magyar) |

#### B csoport
| Csapat      | M | Gy | D | V | G+ | G– | Gk | P |
| ----------- | - | -- | - | - | -- | -- | -- | - |
| Szovjetunió | 3 | 3  | 0 | 0 | 7  | 2  | +5 | 6 |
| Mexikó      | 3 | 2  | 0 | 1 | 3  | 4  | -1 | 4 |
| Burma       | 3 | 1  | 0 | 2 | 2  | 2  | 0  | 2 |
| Szudán      | 3 | 0  | 0 | 3 | 1  | 5  | –4 | 0 |

| 1972. augusztus 28. 12:00 |

| Szovjetunió (URS) | 1–0               | Burma |
| ----------------- | ----------------- | ----- |
| Kolotov 51'       | (0–0) Jegyzőkönyv |       |

| Regensburg Nézőszám: 6 000 Játékvezető: Dzsafar Námdár (iráni) |

| 1972. augusztus 28. 12:00 |

| Mexikó (MEX) | 1–0               | Szudán |
| ------------ | ----------------- | ------ |
| Manzo 16'    | (1–0) Jegyzőkönyv |        |

| Nürnberg Nézőszám: 500 Játékvezető: Francesco Francescon (olasz) |

| 1972. augusztus 30. 12:00 |

| Mexikó (MEX) | 1–0               | Burma |
| ------------ | ----------------- | ----- |
| Cuéllar 86'  | (0–0) Jegyzőkönyv |       |

| Nürnberg Nézőszám: 1 000 Játékvezető: Robert Quarshie (ghánai) |

| 1972. augusztus 30. 12:00 |

| Szovjetunió (URS)                          | 2–1               | Szudán          |
| ------------------------------------------ | ----------------- | --------------- |
| Jevrjuzsihin 42' (11-esből) Zanazanjan 44' | (2–0) Jegyzőkönyv | El-Din Abas 59' |

| Olimpiai Stadion, München Nézőszám: 25 000 Játékvezető: Ferdinand Biwersi (nyugat-német) |

| 1972. szeptember 1. 12:00 |

| Burma (BIR)                   | 2–0               | Szudán |
| ----------------------------- | ----------------- | ------ |
| Soe Than 7' Aung Moe Thin 61' | (1–0) Jegyzőkönyv |        |

| Passau Nézőszám: 2 000 Játékvezető: Marian Srodecki (lengyel) |

| 1972. szeptember 1. 12:00 |

| Szovjetunió (URS)              | 4–1               | Mexikó   |
| ------------------------------ | ----------------- | -------- |
| Blohin 7' 13' 14' Szemenov 58' | (3–0) Jegyzőkönyv | Razo 60' |

| Regensburg Nézőszám: 8 000 Játékvezető: Luis Pestarino (argentin) |

#### C csoport
| Csapat       | M | Gy | D | V | G+ | G– | Gk | P |
| ------------ | - | -- | - | - | -- | -- | -- | - |
| Magyarország | 3 | 2  | 1 | 0 | 9  | 2  | +7 | 5 |
| Dánia        | 3 | 2  | 0 | 1 | 7  | 4  | +3 | 4 |
| Irán         | 3 | 1  | 0 | 2 | 1  | 9  | –8 | 2 |
| Brazília     | 3 | 0  | 1 | 2 | 4  | 6  | –2 | 1 |

| 1972. augusztus 27. 12:00 |

| Magyarország (HUN)                        | 5–0               | Irán |
| ----------------------------------------- | ----------------- | ---- |
| Dunai A. 31' 48' 91' Váradi 52' Kozma 81' | (1–0) Jegyzőkönyv |      |

| Nürnberg Nézőszám: 2 000 Játékvezető: Guillermo Velasquez (kolumbiai) |

| 1972. augusztus 27. 12:00 |

| Dánia (DEN)                  | 3–2               | Brazília                 |
| ---------------------------- | ----------------- | ------------------------ |
| Simonsen 28' 83' Røntved 50' | (1–0) Jegyzőkönyv | Dirceu 68' Zé Carlos 69' |

| Passau Nézőszám: 10 000 Játékvezető: Pavel Kazakov (szovjet) |

| 1972. augusztus 29. 12:00 |

| Dánia (DEN)                                   | 4–0               | Irán |
| --------------------------------------------- | ----------------- | ---- |
| Heino Hansen 16' 58' Simonsen 39' Nygaard 44' | (3–0) Jegyzőkönyv |      |

| Rosenaustadion, Augsburg Nézőszám: 3 500 Játékvezető: Abdelkrim Ziani (marokkói) |

| 1972. augusztus 29. 12:00 |

| Magyarország (HUN)     | 2–2               | Brazília                |
| ---------------------- | ----------------- | ----------------------- |
| Dunai A. 4' Juhász 84' | (1–0) Jegyzőkönyv | Pedrinho 67' Dirceu 73' |

| Olimpiai Stadion, München Nézőszám: 50 000 Játékvezető: William Mullan (brit) |

| 1972. augusztus 31. 12:00 |

| Irán (IRI)  | 1–0               | Brazília |
| ----------- | ----------------- | -------- |
| Halvaie 63' | (0–0) Jegyzőkönyv |          |

| Regensburg Nézőszám: 2 200 Játékvezető: Gerhard Schulenburg (nyugat-német) |

| 1972. augusztus 31. 12:00 |

| Dánia (DEN) | 0–2               | Magyarország     |
| ----------- | ----------------- | ---------------- |
|             | (0–1) Jegyzőkönyv | Dunai E. 17' 84' |

| Rosenaustadion, Augsburg Nézőszám: 8 500 Játékvezető: Poh Hwa Oei (maláj) |

#### D csoport
| Csapat        | M | Gy | D | V | G+ | G– | Gk  | P |
| ------------- | - | -- | - | - | -- | -- | --- | - |
| Lengyelország | 3 | 3  | 0 | 0 | 11 | 2  | +9  | 6 |
| NDK           | 3 | 2  | 0 | 1 | 11 | 3  | +8  | 4 |
| Kolumbia      | 3 | 1  | 0 | 2 | 5  | 12 | –7  | 2 |
| Ghána         | 3 | 0  | 0 | 3 | 1  | 11 | –10 | 0 |

| 1972. augusztus 28. 12:00 |

| NDK (GDR)                                   | 4–0               | Ghána |
| ------------------------------------------- | ----------------- | ----- |
| Kreische 19' 89' Streich 45' Sparwasser 66' | (2–0) Jegyzőkönyv |       |

| Olimpiai Stadion, München Nézőszám: 40 000 Játékvezető: Michael Wuertz (amerikai) |

| 1972. augusztus 28. 12:00 |

| Lengyelország (POL)               | 5–1               | Kolumbia  |
| --------------------------------- | ----------------- | --------- |
| Deyna 16' 32' Gadocha 42' 49' 72' | (3–0) Jegyzőkönyv | Morón 63' |

| Ingolstadt Nézőszám: 4 000 Játékvezető: Ahmed Salih Gindil (szudáni) |

| 1972. augusztus 30. 12:00 |

| NDK (GDR)                                                                | 6–1               | Kolumbia     |
| ------------------------------------------------------------------------ | ----------------- | ------------ |
| Streich 1' 10' Sparwasser 9' Ducke 31' Vogel 85' Kreische 88' (11-esből) | (4–1) Jegyzőkönyv | Espinosa 38' |

| Passau Nézőszám: 4 500 Játékvezető: Abd el-Káder Aújszi (algériai) |

| 1972. augusztus 30. 12:00 |

| Lengyelország (POL)                    | 4–0               | Ghána |
| -------------------------------------- | ----------------- | ----- |
| Lubański 40' Gadocha 59' 89' Deyna 86' | (1–0) Jegyzőkönyv |       |

| Regensburg Nézőszám: 2 200 Játékvezető: Kan-Chee Lee (hongkongi) |

| 1972. szeptember 1. 12:00 |

| Kolumbia (COL)                   | 3–1               | Ghána      |
| -------------------------------- | ----------------- | ---------- |
| Morón 56' Torres 60' Montano 82' | (0–0) Jegyzőkönyv | Sunday 79' |

| Olimpiai Stadion, München Nézőszám: 25 000 Játékvezető: Kurt Tschenscher (nyugat-német) |

| 1972. szeptember 1. 12:00 |

| Lengyelország (POL) | 2–1               | NDK         |
| ------------------- | ----------------- | ----------- |
| Gorgoń 6' 63'       | (1–1) Jegyzőkönyv | Streich 45' |

| Nürnberg Nézőszám: 10 000 Játékvezető: Werner Winsemann (kanadai) |

### Középdöntő
| Színmagyarázat                                              |
| ----------------------------------------------------------- |
| A csoportok első helyezettjei bejutottak a döntőbe.         |
| A csoportok második helyezettjei a 3. helyért mérkőzhettek. |
| A csoportok harmadik és negyedik helyezettjei kiestek.      |

#### 1. csoport
| Csapat       | M | Gy | D | V | G+ | G– | Gk | P |
| ------------ | - | -- | - | - | -- | -- | -- | - |
| Magyarország | 3 | 3  | 0 | 0 | 8  | 1  | +7 | 6 |
| NDK          | 3 | 2  | 0 | 1 | 10 | 4  | +6 | 4 |
| NSZK         | 3 | 0  | 1 | 2 | 4  | 8  | –4 | 1 |
| Mexikó       | 3 | 0  | 1 | 2 | 1  | 10 | –9 | 1 |

| 1972. szeptember 3. 12:00 |

| Magyarország (HUN)    | 2–0               | NDK |
| --------------------- | ----------------- | --- |
| Dunai A. 60' Tóth 66' | (0–0) Jegyzőkönyv |     |

| Passau Nézőszám: 8 500 Játékvezető: Armando Marques (brazil) |

| 1972. szeptember 3. 12:00 |

| NSZK (FRG)  | 1–1               | Mexikó      |
| ----------- | ----------------- | ----------- |
| Hitzfeld 5' | (1–0) Jegyzőkönyv | Cuéllar 69' |

| Nürnberg Nézőszám: 40 000 Játékvezető: Poh Hwa Oei (maláj) |

| 1972. szeptember 5. 12:00 |

| NDK (GDR)                                                              | 7–0               | Mexikó |
| ---------------------------------------------------------------------- | ----------------- | ------ |
| Ganzera 34' Sparwasser 39' 51' 89' Streich 48' Kreische 72' Häfner 79' | (2–0) Jegyzőkönyv |        |

| Ingolstadt Nézőszám: 5 500 Játékvezető: Dzsafar Námdár (iráni) |

| 1972. szeptember 6. 12:00 |

| Magyarország (HUN)                   | 4–1               | NSZK         |
| ------------------------------------ | ----------------- | ------------ |
| Dunai E. 14' Dunai A. 43' Kű 75' 87' | (2–1) Jegyzőkönyv | Hitzfeld 33' |

| Olimpiai Stadion, München Nézőszám: 70 000 Játékvezető: Luis Pestarino (argentin) |

| 1972. szeptember 8. 12:00 |

| Magyarország (HUN)      | 2–0               | Mexikó |
| ----------------------- | ----------------- | ------ |
| Dunai A. 35' Kocsis 53' | (1–0) Jegyzőkönyv |        |

| Regensburg Nézőszám: 2 500 Játékvezető: Kan Chee Lee (hongkongi) |

| 1972. szeptember 8. 12:00 |

| NDK (GDR)                            | 3–2               | NSZK                    |
| ------------------------------------ | ----------------- | ----------------------- |
| Pommerenke 10' Streich 53' Vogel 82' | (1–1) Jegyzőkönyv | Hoeneß 31' Hitzfeld 68' |

| Olimpiai Stadion, München Nézőszám: 80 000 Játékvezető: William Mullan (brit) |

#### 2. csoport
| Csapat        | M | Gy | D | V | G+ | G– | Gk  | P |
| ------------- | - | -- | - | - | -- | -- | --- | - |
| Lengyelország | 3 | 2  | 1 | 0 | 8  | 2  | +6  | 5 |
| Szovjetunió   | 3 | 2  | 0 | 1 | 8  | 2  | +6  | 4 |
| Dánia         | 3 | 1  | 1 | 1 | 4  | 6  | –2  | 3 |
| Marokkó       | 3 | 0  | 0 | 3 | 1  | 11 | –10 | 0 |

| 1972. szeptember 3. 12:00 |

| Szovjetunió (URS)                      | 3–0               | Marokkó |
| -------------------------------------- | ----------------- | ------- |
| Szemenov 1' Kolotov 15' Jeliszejev 69' | (2–0) Jegyzőkönyv |         |

| Olimpiai Stadion, München Nézőszám: 55 000 Játékvezető: Guillermo Velasquez (kolumbiai) |

| 1972. szeptember 3. 12:00 |

| Dánia (DEN)      | 1–1               | Lengyelország |
| ---------------- | ----------------- | ------------- |
| Heino Hansen 27' | (1–1) Jegyzőkönyv | Deyna 36'     |

| Regensburg Nézőszám: 4 000 Játékvezető: Abd el-Káder Aújszi (algériai) |

| 1972. szeptember 5. 12:00 |

| Szovjetunió (URS) | 1–2               | Lengyelország                      |
| ----------------- | ----------------- | ---------------------------------- |
| Blohin 28'        | (1–0) Jegyzőkönyv | Deyna 79' (11-esből) Szołtysik 87' |

| Rosenaustadion, Augsburg Nézőszám: 5 000 Játékvezető: Henry Oberg (norvég) |

| 1972. szeptember 5. 12:00 |

| Dánia (DEN)               | 3–1               | Marokkó    |
| ------------------------- | ----------------- | ---------- |
| Bak 55' 83' Printzlau 90' | (0–0) Jegyzőkönyv | Merzaq 89' |

| Passau Nézőszám: 3 100 Játékvezető: Werner Winsemann (kanadai) |

| 1972. szeptember 8. 12:00 |

| Szovjetunió (URS)                             | 4–0               | Dánia |
| --------------------------------------------- | ----------------- | ----- |
| Kolotov 20' Szemenov 28' Blohin 55' Szabó 88' | (2–0) Jegyzőkönyv |       |

| Rosenaustadion, Augsburg Nézőszám: 4 000 Játékvezető: Doğan Babacan (török) |

| 1972. szeptember 8. 12:00 |

| Lengyelország (POL)                                          | 5–0               | Marokkó |
| ------------------------------------------------------------ | ----------------- | ------- |
| Kmiecik 3' Lubański 10' Deyna 45' (11-esből) 63' Gadocha 53' | (3–0) Jegyzőkönyv |         |

| Nürnberg Nézőszám: 500 Játékvezető: Francesco Francescon (olasz) |

### Bronzmérkőzés
| 1972. szeptember 10. |

| Szovjetunió (URS)        | 2–2               | NDK                               |
| ------------------------ | ----------------- | --------------------------------- |
| Blohin 10' Hurcilava 30' | (2–1) Jegyzőkönyv | Kreische 33' (11-esből) Vogel 78' |

| Olimpiai Stadion, München Nézőszám: 80 000 Játékvezető: Armando Marques (brazil) |

- Mindkét csapat bronzérmet nyert.

### Döntő
| 1972. szeptember 10. |

| Lengyelország (POL) | 2–1               | Magyarország |
| ------------------- | ----------------- | ------------ |
| Deyna 47' 68'       | (0–1) Jegyzőkönyv | Váradi 42'   |

| Olimpiai Stadion, München Nézőszám: 80 000 Játékvezető: Kurt Tschenscher (nyugat-német) |

| Az 1972. évi nyári olimpiai játékok férfi labdarúgótornájának olimpiai bajnoka |
| · LENGYELORSZÁG · 1. cím                                                       |
| ------------------------------------------------------------------------------ |

### Végeredmény
| Helyezés | Csapat                 | M | Gy | D | V | G+ | G– | Gk  | P  |
| -------- | ---------------------- | - | -- | - | - | -- | -- | --- | -- |
| Arany    | Lengyelország (POL)    | 7 | 6  | 1 | 0 | 21 | 5  | +16 | 13 |
| Ezüst    | Magyarország (HUN)     | 7 | 5  | 1 | 1 | 18 | 5  | +13 | 11 |
| Bronz    | Szovjetunió (URS)      | 7 | 5  | 1 | 1 | 17 | 6  | +11 | 11 |
| Bronz    | NDK (GDR)              | 7 | 4  | 1 | 2 | 23 | 9  | +14 | 9  |
|          |                        |   |    |   |   |    |    |     |    |
| 5.       | NSZK (FRG)             | 6 | 3  | 1 | 2 | 17 | 8  | +9  | 7  |
| 6.       | Dánia (DEN)            | 6 | 3  | 1 | 2 | 11 | 10 | +1  | 7  |
| 7.       | Mexikó (MEX)           | 6 | 2  | 1 | 3 | 4  | 14 | –10 | 5  |
| 8.       | Marokkó (MAR)          | 6 | 1  | 1 | 4 | 7  | 14 | –7  | 3  |
|          |                        |   |    |   |   |    |    |     |    |
| 9.       | Burma (BIR)            | 3 | 1  | 0 | 2 | 2  | 2  | 0   | 2  |
| 10.      | Malajzia (MAS)         | 3 | 1  | 0 | 2 | 3  | 9  | –6  | 2  |
| 11.      | Kolumbia (COL)         | 3 | 1  | 0 | 2 | 5  | 12 | –7  | 2  |
| 12.      | Irán (IRI)             | 3 | 1  | 0 | 2 | 1  | 9  | –8  | 2  |
| 13.      | Brazília (BRA)         | 3 | 0  | 1 | 2 | 4  | 6  | –2  | 1  |
| 14.      | Egyesült Államok (USA) | 3 | 0  | 1 | 2 | 0  | 10 | –10 | 1  |
| 15.      | Szudán (SUD)           | 3 | 0  | 0 | 3 | 1  | 5  | –4  | 0  |
| 16.      | Ghána (GHA)            | 3 | 0  | 0 | 3 | 1  | 11 | –10 | 0  |

## Játékvezetés
A Nemzetközi Labdarúgó-szövetség (FIFA) Mexikóban, az 1970-es labdarúgó-világbajnokság előtt tartott nemzetközi értekezletén határozatot hozott, hogy a játékvezetők kiválasztásánál, a további nemzetközi tornák alkalmával igyekszik minden földrész bírói közül minél többet foglalkoztatni. Cél, hogy a labdarúgás minél szélesebb nemzetközi bemutatását eredményesen propagálhassák. Így 1972-ben, a müncheni olimpiára a nagy múltú nemzetekből ismeretlen fiatalokat hívtak meg és mutattak be a világ közvéleményének. Több nagy labdarúgó nemzettől nem hívtak meg játékvezetőt, pedig az angol vagy az osztrák vonal nagyon erős a FIFA berkeiben. 
Magyarországot nem a nagy öreg, Zsolt István képviselte, hanem Palotai Károly. A fiatalok megszolgálták a FIFA JB bizalmát, mert a jelen lévő csapatok vezetői, a pártos sajtó alig panaszkodott vagy reklamált egy-egy esetleges ítélet miatt. A német labdarúgás illetékesei érdekes statisztikákat vezettek percről percre: például, melyik csapat ellen hányszor ítéltek a játékvezetők szabadrúgást-, hányszor sípoltak és milyen szabálytalanság miatt-, a sárga és piros lapok számát és idejét-, a kiállítások számát-, a büntetőrúgások számát-, stb. A marokkói csapat lehetett a legidegesebb, mert 130-szor ítéltek ellenük szabadrúgást, ami igen magas szám volt többi csapatnál ez a szám a 80-100 körül mozgott. A magyar csapat összesen 6 sárga lapos figyelmeztetést és 100 körüli szabadrúgás büntetést kapott.